# Kang Seul-gi
Kang Seul-gi (n. 10 februarie 1994, Ansan, Coreea de Sud), cunoscută și ca Seulgi, este o cântăreață și actriță sud-coreeană, membră a trupei coreene Red Velvet, care a debutat în august 2014. Înainte de debutul trupei, a fost membră a trupei de pre-debut SM Rookies. În Red Velvet este dansatoare principală și una din vocalistele de bază.
Vorbește coreeană (limba maternă) și japoneză.
A fost antrenoare la SM Entertainment din 2007. A creat coregrafia melodiei „Russian Roulette” împreună cu alți coregrafi ai companiei. La KBS Song Festival 2016, ea a interpretat „Be Mine” cu Chungha (INFINITE), Yoo Jung (I.O.I), Momo (TWICE) și SinB (GFRIEND).
Pe 11 octombrie 2016 a fost anunțat că Seulgi și Yeri au fost implicate într-un accident de mașină, pe 10 octombrie.
În clasamentul „Cele mai frumoase 100 de fețe din lume” al revistei TC Candler s-a clasat pe locul 23 în 2017 și locul 20 în 2018.
1. ↑  Seulgi, Česko-Slovenská filmová databáze